# 米爾內 (亞基米夫卡市鎮)
46°42′58″N 35°15′50″E / 46.71611°N 35.26389°E
米爾內（烏克蘭語：Мирне），是位於烏克蘭東南部的村莊，由扎波羅熱州梅利托波爾區的亞基米夫卡市鎮負責管轄。該村始建於1868年，面積1.36平方公里，海拔高度18米，2001年人口609，人口密度每平方公里447.1人。